# 태평기 (드라마)
《태평기》(일본어: 太平記 타이헤이키[*])는 1991년 1월 6일부터 12월 8일까지 일본방송협회에서 제작한 대하드라마로 대하드라마 시리즈의 29번째 작품이다. 방영횟수는 총 49회이다.

## 작품 내용과 반향
요시카와 에이지가 쓴 소설 《사본태평기》(私本太平記)를 원작으로 하며, 주인공은 가마쿠라 시대 말기에 활약하여 막부를 무너뜨리고 새로이 무로마치 막부를 세운 무로마치 막부의 창건자 아시카가 다카우지이다.
가마쿠라 말기와 남북조시대, 그리고 무로마치 시대 초기를 본격적으로 묘사한 최초의 작품으로 이 작품에 이르러서 매회 후반에 기행(紀行)이라는 미니 다큐멘터리를 삽입, 주인공이나 등장인물과 관련 있는 유적들을 다루며 이는 지금도 NHK 대하드라마의 전통으로 남아있다. 또한 처음으로 궁중어를 본격적으로 사용한 드라마로서 황족이나 공가의 사람들은 현대 표준어를 쓰되 뒤에는 궁중어의 어미를 씀으로써, 당시 서민의 말씨와는 다르게 설정하기도 했다.
평균 시청률은 26%, 최고 시청률은 34.6%이다.

## 출연

### 무로마치 막부와 북조

#### 아시카가 일족
- 아시카가 타카우지: 사나다 히로유키(아역: 아마가사 도시유키)
주인공. 청년 시절에는 구김살 없고 「누구에게나 환영받는」인물로써 그려진다. 겐무 신정(建武新政)이 시작되는 작품 중반 이후로는 조적(朝敵)이 된 것을 부끄러워하며 싸움을 피하려는 등의 굴절된 모습도 보인다. 「영웅이라기보다는 소소한 정의감에 기대어 헤매기도 하면서 살아가는 인물」로써 그려져 있다는 평가를 받는다.[1] 종반부에는 동생 다다요시와 길이 어긋나 싸우게 되고, 결국 그를 독살하기에 이른 것에 깊이 슬퍼하면서 다다요시의 시신을 끌어안고 통곡한다.
- 아카하시 토코(다카우지의 정실): 사와구치 야스코
- 아시카가 사다우지: 오가타 켄
다카우지의 아버지. 가마쿠라 막부의 고케닌(御家人)이던 아시카가 집안의 당주로써 늘 싯켄 호조 집안과 막부측의 감시를 받고 있다. 막부와의 협조와 겐지(源氏)의 도료(棟梁)로써의 자부심이 강한 한편으로 혈기왕성한 아들 다카우지를 아낀다. 막부 타도를 꿈꾸었으나 실현을 눈앞에 두고 병사한다. 아시카가의 도료를 아들 다카우지에게 넘기면서 "너는 결코 이 아비처럼 망설이지 말고, 하늘이 허락하고 사람들이 원하는 것이라면 주저없이 천하를 네 손에 잡아라"라는 회한이 서린 조언을 남긴다.
- 우에스기 키요코(다카우지의 어머니): 후지무라 시호
사다우지의 측실로 다카우지 ・ 다다요시 형제의 어머니. 사다우지의 실이었던 가나자와 사다아키(金沢貞顕)의 여동생(배역: 요코야마 리에横山リエ)을 대신해 사다우지의 부인 역할을 맡고 있다. 교토의 우에스기 가(上杉家) 출신으로 와카(和歌)나 문학에도 정통해 있다. 부조리한 현실 앞에 참고 버티고 있는 사다우지를 지지하면서 천하쟁란의 소용돌이에 휘말린 다카우지 ・ 다다요시 형제를 걱정하며 옆에서 지켜본다. 죽을 무렵까지도 형제의 미래를 염려하면서 숨을 거둔다.
- 아시카가 타다요시 : 다카시마 마사노부(아역: 다카하시 마모루)
다카우지의 동생. 형에게 호조와의 결전을 부추기는 등 혈기왕성한 인상이 강하다. 한편으로 우직한 인물로써의 일면도 그려진다. 평소 형 다카우지 옆에서 그를 지지하는 포지션에 있지만 차츰 형과는 다른 노선을 택하며 마찰을 빚게 되는데, 한편으로는 파벌 싸움으로 분열이나 다름없는 지경에 놓이게 된 아시카가 집안을 하나로 합쳐야 한다는 마음 한켠의 염려도 품고 있었고, 이를 위해 결국 형에게 독살당하는 운명을 담담히 받아들인다.
- 덴주오(千壽王) → 아시카가 요시아키라: 카타오카 타카타로
다카우지와 도코의 장남으로 아시카가 집안의 적자. 막부 타도 때는 호조의 인질로써 가마쿠라에 억류되어 있었으나 다카우지가 반기를 들었을 때 어머니와 함께 탈출해 가마쿠라 공격 때에는 닛타와 합류, 어린 나이로 다카우지의 대리 자격으로써 명목상의 총대장이 된다. 그 뒤 장성하여 부모와 헤어져 가마쿠라 부(鎌倉府)에서 여러 일을 맡았다. 교토에 있던 아버지 다카우지에게 불려가지만 교토에서 달아난 고다이고 상황의 신병 확보에 실패하고 독단적으로 대립하던 모모노이 다다쓰네(桃井直常) 암살을 계획하는 등 우발적인 짓을 많이 벌이며 다카우지나 권세 높은 고노 모로나오와는 대조적으로 생각도 짧고 단순한 인물로 그려지고 있다.
- 아시카가 다다후유(足利直冬, 아명은 이자야마루不知哉丸) : 쓰쓰이 미치타카(筒井道隆, 아역: 야마자키 유이치로山崎雄一郎)
다카우지의 서장자(庶長子)로써 훗날 다다요시의 양자가 된다. 젊은 시절 다카우지가 후지야샤와 교토에서 밀회한 뒤에 태어난 아이이다. 전쟁을 싫어하고 자신의 아들이 무장이 되는 것을 바라지 않았던 후지야샤의 의중대로 그를 무문(武門)으로부터 멀리하게 하려는 아버지 다카우지의 처우에 애정을 느끼지 못하고 반감을 품어 무가(武家)로써의 입신출세라는 욕망을 품고 아버지에게 반발, 나아가 어린 시절부터 그를 눈여겨보고 그를 양자로 삼은 숙부 다다요시와 결탁해 다카우지에 맞서게 된다.

#### 고 집안
- 코노 모로나오: 에모토 아키라
아시카가 집안의 집사(執事)로 감정을 읽을 수 없는 뚱한 표정을 하면서도 실력자로써 큰 권세를 떨쳤다. 이로 인해 다다요시와 대립하게 되고 간노의 소란(観応の擾乱)으로 이어지게 된다.

- 코노 모로야스: 시오미 산세이
모로나오의 형.

#### 아시카가측 무장
- 사사키 도요: 진나이 타카노리
다카우지의 맹우로 이 시대를 상징하는 「바사라 다이묘」의 대표. 다카우지가 교토에 왔을 때 하나야샤 이치자(花夜叉一座)를 소개해 주고 다카우지가 사무라이도코로(侍所)에서 심문받게 되었을 때도 증인의 자격으로써 다카우지를 구했다. 다카우지가 가마쿠라 막부 타도의 뜻을 굳힌 때에도 그의 설명을 납득하고 계획에 동조했다. 생애 전반에 걸쳐 다카우지의 맹우로써 요소를 점하게 되는 중요 인물이다.
- 잇시키 우마노스케(一色右馬介)/류사이(柳斎) : 요코야마 이사무(横山勇) → 다이치 야스오(大地康雄)
호조 씨에 의해 멸망당한 요시키(吉見) 일족의 잔당이었던 시오야(塩屋) 일문의 생존자로 작품 전반에 걸쳐 다카우지를 따르는 최측근으로써 활약한다. 「구소쿠지 류사이」(具足師柳斎)라는 이름을 사용하면서 다다후유 모자를 감시하던 시절도 있었다. 다카우지에게 반기를 든 다다후유를 설득하려다 결국 다다후유의 칼에 숨지는데, 이는 드라마에서만의 설정으로 원작에서는 미나토가와 전투 직후에 다카우지의 용서에도 불구하고 승려로 출가, 다카우지의 추도집회에 참석하기도 했다.

#### 지묘인 계통 외
- 고곤 천황: 츠지 테루타케
- 고묘 천황: 우미노 요시사다
- 모리쿠니 친왕: 요시카와 에이지
가마쿠라 막부의 쇼군.
- 사이온지 기미무네(西園寺公宗)： 하세가와 하츠노리(長谷川初範)
친북조파 구게.
- 겐슈지 쓰네아키(勧修寺経顕)：쿠사나기 고지로(草薙幸二郎)
구게. 고곤 천황의 측근.

### 남조

#### 다이카쿠지 계통
- 고다이고 천황: 카타오카 타카오
다카우지가 교토를 찾아왔을 때 서로 우연한 기회에 마주쳤다. 작품 도입부에서는 근엄하고 우아한 기품이 가득한 군주로써, 중반부 이후로는 현존하는 초상화와 같은 수염을 기른 야성미를 갖춘 모습으로써 조정에 맞서는 적을 토벌하고자 하는 집념을 보인다. 다카우지와는 마지막에 적대관계로 돌아서고 죽음을 앞두고서까지 아시카가 토벌을 유언으로 남기나, 다카우지 개인에 대해서는 인정하는 태도를 보이며 적대관계가 된 것이 본의는 아니었던 것으로 묘사된다.
- 아노 야스코: 하라다 미에코
고다이고 천황의 중궁 레이세이몬인(礼成門院)을 섬기던 죠로뇨보(上臈女房)였으나 후에 천황의 승은을 입어 고무라카미 천황(後村上天皇)과 쓰네요시(恒良), 나리요시(成良) 세 황자를 낳았다. 두 차례에 걸친 막부 타도 시도가 실패해 오키 섬(隠岐島)에 유배된 고다이고 천황과 유배지로 동행하기도 했다. 막부 타도 뒤에 천황의 총비로써 권세를 떨치며 자기 소생의 아이를 다음 천황으로 삼고자 모리요시 친왕 일파를 멀리하나 이는 조정을 지지하던 유력 무가의 이반과 조정 혼란을 야기시켰다.
- 모리요시 친왕(護良親王): 츠츠미 다이지로
고다이고 천황의 황자. 가마쿠라 막부 타도에도 활약했으며 다카우지의 역량을 알아보고 그를 차츰 적대, 아버지 고다이고 천황에게 다카우지를 멀리하라고 아뢴다. 가마쿠라에 있던 다다요시에게 유폐, 살해되었다.
- 고무라카미 천황: 쿠로키 히로시

#### 구스노키 집안
- 구스노키 마사시게: 타케다 테츠야
몸소 쟁기를 잡고 농사를 짓는 쾌활하고 털털한 성격의 시골 무사로 싸움에서는 뛰어난 게릴라전 수완을 보인다. 고다이고 천황을 존경하며 전략가로써의 재능을 지녔으나 전쟁에 대해서는 몹시 혐오하며 일을 일으킬 때는 신중한 자세를 취한다. 다카우지의 인품과 기량, 처한 입장을 이해하며 그와 적대관계가 되는 것을 괴로워한다.

#### 닛타 집안
- 닛타 고타로(新田小太郎) → 닛타 요시사다(新田義貞): 하기와라 켄이치 → 네즈 진파치 (하기와라의 건강 악화로 네즈로 출연자 변경)
다카우지의 맹우이자 라이벌. 막부 타도 전쟁에서 다카우지와 함께 행동했으나 다카우지가 고다이고 천황을 등지게 되자 조정측 총대장으로써 다카우지와 적대하게 되지만, 고다이고 천황과 마찬가지로 다카우지 개인에 대해서는 벗이자 호적수로써 죽는 순간까지도 그러한 감정을 놓지 않는다.

#### 남조측 구게와 무장들
- 기타바타케 지카후사(北畠親房): 곤도 마사오미(近藤正臣) 분
고다이고 천황의 측근으로써 필두격 위치에 있는 구게. 자신도 아들 아키이에와 마찬가지로 적극적으로 전장에 나서는 등 무투파의 면도 있다. 가마쿠라 막부 함락 뒤에 열린 축하연에서 아시카가 다카우지나 구스노키 마사시게 등 무사들과 함께 참석하면서도 "미천한 자들과 벼락 출세한 구교들이 한심스럽게 떠드는 꼴이 보기 싫다"며 일찍 자리를 뜨는 등 구게로써의 편견도 있지만, 로쿠하라를 함락시킨 다카우지의 역량을 "구스노키 마사시게와는 다른 무가의 도료다운 기량이 있다"고 인정하거나 다카우지가 가마쿠라에서 봉기한 것을 아들인 아키이에와 함께 오슈로부터 병력을 이끌고 구스노키 마사시게나 닛타 요시사다와 함께 쫓아낸 뒤에 축하연에서 "이 자리에 공적 있는 사람은 아무도 없다. 우리의 실정이 아시카가에게로 세력이 몰릴 빌미를 준 것이다"고 일갈하는 등 다른 구게들과는 선을 긋는 자세를 보이며, 모리요시 친왕에게는 무가의 또 다른 수장격 인물인 닛타 요시사다에게 아시카가 다카우지를 견제하게 해야 한다고 진언하기도 했다. 고다이고 천황에 대해서 비판적인 면도 있으면서도 그와 함께 조정이 주도하는 정치를 현현해 보이고자 하는 목표도 가지고 있다. 고다이고 천황이 사망한 뒤에도 남조의 중진으로써 힘쓰면서 다카우지를 괴롭힌다. 관위는 다이나곤(大納言)으로 「아쇼」(亜相)라는 당풍 이름으로 통칭되곤 한다.
- 히노 도시모토(日野俊基): 에노키 다카아키(榎木孝明)
고다이고 천황의 측근으로 막부 타도 계획의 중심 인물. 야마부시(山伏) 차림으로 변장하고 여러 구니를 돌던 도중 다카우지와 만났으며, 가마쿠라에 불만을 품고 있던 다카우지에게 교토의 훌륭함을 설파한다. 교토에서도 다카우지와 만났으며 그뒤 다카우지의 사상 ・ 행동에 큰 영향을 주게 된다. 막부에 대한 모반으로 체포되어 처형되는데, 그 전에 이시와 만나서 막부가 무너지고 난 뒤 자신이 가진 땅을 주겠다는 문서를 써 준다.
- 기타바타케 아키이에(北畠顕家): 고토 쿠미코(後藤久美子)
지카후사의 맏아들. 활쏘기의 명수로 구게이면서도 탁월한 군사적 능력을 가진 미소년이다. 다카우지에 대해서도 「도리를 분별할 줄 아는 인물」(道理を弁えた人物)이라고 평가하고 있지만, 고다이고 천황과 아버지 지카후사에 대한 존경심과 구게 일통을 지키고자 하는 생각은 일관되게 변함이 없다. 그러나 닛타 요시사다와의 연계를 잃은 채 제39화에서 무운이 다하여는 셋쓰(摂津)의 덴노지(天王寺) ・ 이와쓰(石津)에서 벌어진 전투에서 날아오는 화살에 맞고 부상을 입었다. 이후 자신이 알지 못하는 숲으로 도망쳐 들어가 그곳에서 자결로 생을 마쳤다.
- 지구사 다다아키(千種忠顕): 모토키 마사히로(本木雅弘)
고다이고 천황의 측근. 근신(近臣)으로써 늘 고다이고 옆에 있었으며, 고다이고 천황으로부터의 신뢰도 두텁다. 고다이고 천황이 오키로 유배되는 등 곤경에 처했을 때도 행동을 함께하였다. 유능한 한편으로 무가는 싸움 말고는 잘하는 것이 없다는 편견도 가지고 있다. 하지만 무운이 다하여 얼마 안 가서 전사하였다.
- 나와 나가토시(名和長年): 고마쓰 호세이(小松方正)
호키국(伯耆国)의 무장으로 막부 타도 후반에 고다이고 천황을 센조 산(船上山)으로 초빙하는 등 무장이라기보다는 호상이라고 부르는 게 나을 듯한 차림새와 노회한 행동거지를 보인다. 천황을 존숭하여 마음속으로 충성을 맹세한 구스노키 마사시게와는 달리 이해득실의 계산적인 감정으로 천황을 따르는 타산적인 인물이다. 막부 타도 후에는 마사시게와 함께 일개 토호에서 정신(廷臣)의 지위에까지 올랐으며, 남조측의 중진으로 중시되었다. 모리요시 친왕의 포박 때에는 중심 인물이었다. 미나토 강 합전으로 기세가 오른 아시카가 세력이 교토로 진군해 오자 그 방위선상에서 분전하지만 잡병의 손에 전사하였다.
- 시조 다카스케(四条隆資): 이노우에 노리히로(井上倫宏)
고다이고 천황의 측근으로 무가를 시종일관 하대하는 구교.
- 몬칸(文観): 마로 아카지(麿赤兒)
승려이자 고다이고 천황의 측근. 다카우지가 교토의 사찰에서 우연히 고다이고 천황과 조우하는 장면에서 처음 등장하였다. 고다이고 천황이 그때 읊고 있던 와카는 몬칸이 바라던 것이었다. 작중 괴벽한 성격으로 엄청난 존재감을 보이며 고다이고 천황 붕어 후에도 남조측 무사단을 결집시켜 다카우지에 대해 보복할 기회를 노리는 집념을 보인다.
- 마데노코지 후지후사(万里小路藤房): 오오와다 바쿠(大和田獏)
고다이고 천황의 측근으로 고다이고 천황의 칙사로써 구스노키 마사시게를 예방해 거병을 재촉하였다.
- 보몬 기요타다(坊門清忠): 후지키 다카시(藤木孝)
고다이고 천황의 측근. 초기에는 냉정한 성격으로 총명한 발언도 하였지만 차츰 오만한 모습이 더욱 두드러지게 된다. 구스노키 마사시게를 참언하거나 자기 보신을 위해 패전 책임을 닛타 요시사다에게 떠넘겨 버리는 등 자신의 사리사욕으로 의견을 손바닥 뒤집듯 바꿔 버리는 부패한 구교의 본성을 드러낸다.
- 요시다 사다후사(吉田定房): 고로 다루미(垂水悟郎)
고다이고 천황의 측근으로 고다이고 천황에게는 유부(乳父, 유모의 남편)에 해당한다. 쇼추의 변(正中の変)에서는 조급해 하는 고다이고 천황을 달래 진정시켰으며, 겐코의 변(元弘の変)에서는 히노 도시모토 등의 모반을 가마쿠라 막부에 밀고하였다.
- 이치조 유키후사(一条行房): 아이하라 유키노리(相原幸典, 아이하라 가즈오相原一夫)
고다이고 천황의 측근.
- 히노 스케토모(日野資朝): 사토 후미히로(佐藤文裕)
고다이고 천황의 측근.
- 히노 스케나(日野資名): 스나가 케이(須永慶)
고다이고 천황의 측근으로 훗날 북조측에 붙었다.
- 마데노코지 노부후사(万里小路宣房): 아라이 가즈오(新井量大)
고다이고 천황의 측근.
- 마데노코지 스에후사(万里小路季房): 후치노 슌타(渕野俊太)→다키자와 히데유키(滝沢英行)
고다이고 천황의 측근.
- 유키 무네히로(結城宗広): 나카야마 세이겐(中山正幻)
미나미오슈(南奥州)의 무장.
- 니조 미치히라(二条道平): 미야모토 미쓰루(宮本充)
고다이고 천황의 측근.
- 도인 긴카타(洞院公賢): 야마자키 유타카(山崎豊)
고다이고 천황의 측근으로 후에 북조측에 붙었다.
- 도인 사네요(洞院実世): 모리마쓰 죠지(森松條次)
고다이고 천황의 측근.

### 가마쿠라 막부

#### 호조 일족
- 호조 다카토키: 가타오카 쓰루타로
부패한 막부와 호조 집안의 상징으로 투견과 덴라쿠(田楽)에 빠져 사는 무능한 암군. 나가사키(長崎) 부자의 전횡에 막부가 병들어 가는 가운데 나가사키 엔기의 살해를 꾀하나 실패하고 싯켄(執権)을 사임한다. 위대했던 할아버지 도키무네(時宗)나 아버지 사다토키(貞時)와 비교되는 자신이 싯켄이라는 지위에 걸맞은 인간이 아님을 늘 지각하면서 자학적인 사고를 품고 있으며 작중 "나 같은 것은 죽어도 슬퍼해 줄 사람 따위 아무도 없어"라며 이를 토로하기도 한다. 닛타군이 가마쿠라에 쳐들어 오고 마지막 싸움에 다다라서는 도쇼지에서 일족과 함께 불을 지르고 할복한다.
작중 막부가 직면한 문제를 해결할 능력이 없고 늘상 무기력한 모습밖에 보이지 않지만 실권을 휘두르는 나가사키 부자나 막부의 중추인 효조슈(評定衆)보다도 더 냉정하게 상황을 판단하거나, 닛타군이 가마쿠라로 몰려 들어와 밀리는 와중에 가마쿠라를 떠나 후일을 도모하자는 가나자와 사다아키의 요청에도 "다들 목숨을 던져가면서 싸우고 있는데 왜 나더러는 도망치라고 하는 거냐? 가마쿠라에 있어야 호조이고 가마쿠라에 있어야 다카토키다. 나는 아무 데도 안 간다"고 딱 잘라 거절하고 최후까지 가마쿠라에 남는 등 단순한 암군으로만 보기 어려운 일면도 그려지고 있다.

- 아카하시 모리토키(赤橋守時): 가쓰노 히로시(勝野洋)
호조 일족 아카하시 류(赤橋流)로 제16대 싯켄이었다.
다카우지의 정실인 도코의 오빠로 다카우지는 그의 매제가 된다. 사임한 사다아키 대신 16대 싯켄으로 취임한다. 그러나 실권은 선대와 마찬가지로 나가사키 부자 등 미우치비토(御内人)에 의해 무시당하는 등 꼭두각시나 다름없었다. 다카우지의 이해자로써 그려지며, 다카우지의 막부 타도 의사를 사실은 알고 있으면서도 묵인하고 있는 듯한 행동을 가끔 벌인다. 매제인 다카우지가 모반을 일으키자 주위로부터 백안시되어 칩거를 명령받고 오후네(大船) 방면으로 몰아쳐 오는 닛타 요시사다 군세에 맞서 방어전을 벌이고자 스스로 지원하는데, 출정하기 전 다카토키를 만나러 왔을 때 나가사키 부자 등 다른 가신들이 모리토키는 다카우지의 막부 타도 계획을 알고도 묵인한 배신자라며 그런 자를 만나선 안 된다고 내쫓아 버리려 하지만, 다카토키는 "배신할 거였으면 이런 상황에 진작에 도망치든가 했겠지 굳이 나를 만나러 찾아 왔겠냐"며 모리토키를 만나고, 피차 조상의 땅인 이 가마쿠라를 떠나서는 어디에도 갈 곳이 없으며 가마쿠라를 짓밟으려는 자가 있다면 맞서 싸울 수밖에 없다는 뜻을 서로 주고 받은 뒤에 출정, 도망치라는 우마노스케의 권유도 거절하고 장렬히 싸우다 전사한다. 호조 가문이라는 입장상 다카우지 등과는 적대관계가 될 수밖에 없지만, 개인적으로는 다카우지 등 막부 타도 세력에 가담하고 싶다는 생각도 가지고 있다.

- 가나자와 사다아키(金沢貞顕): 코다마 키요시(児玉清)
사다우지의 정실의 오빠로 다카우지에게는 외삼촌이 된다. 제12대 렌쇼(連署)로 다카토키의 싯켄 사직을 받아 들여 나가사키 일파 ・ 가나자와 사다아키가 가레키(嘉暦) 원년(1326년) 3월에 제15대 싯켄이 되지만, 다카토키의 어머니인 가쿠카이니(覚海尼)의 서슬에 질려 한 달 뒤에 사임해 버렸다. 아시카가 사다우지와는 친한 사이로 아시카가 가의 입장을 이해하고 있으며 호조 가문과 아시카가 가문의 다툼을 피하기 위해 분투하는 한편으로 때로는 나가사키 엔키 이상으로 아시카가 가문의 이반을 경계하고 아시카가 가문의 교토 출진에는 맹렬히 반대하였다. 호조 일족이 멸망하던 날 아들에게 가이샤쿠(介錯)를 부탁했다.

- 가쿠카이니(覚海尼): 사와 다마키(沢たまき)
다카토키의 어머니로 호조 사다토키의 정실.
엔키 암살이 실패하고 차츰 좌절해 가는 아들을 대신해 막부 정치에 깊이 관여하게 된다. 아시카가 다카우지가 교토 로쿠하라 단다이를 점령했다는 소식이 들려온 날 좌절해 주저앉아 있는 다카토키에게 자신은 아직 다카토키를 포기하지 않았고 반드시 다카토키를 사다토키에 버금가는 명군으로 일으켜 세우겠다고 하지만, 다카토키는 아버지 사다토키는 생전에 '공평'한 정치를 펼쳤기에 명군이라고 불렸고 어머니는 그 '공평'을 위해서 불초한 아들인 자신에게 뒤를 잇게 했지만 그렇게 해서 싯켄이 된 자신은 공평도 무엇도 이루지 못했고 온통 녹초가 되어 명군이셨던 아버지에게 평생 고개도 못 들고 살았다며 괴로움을 토로했다. 가마쿠라 막부가 멸망하던 날 무사히 가마쿠라를 탈출하였으며, 슌케이니를 통해 "사람의 인생도 꽃이 피고 지듯 덧없는 것이니 부디 호조 9대의 이름에 어울리는 아름다운 끝맺음을 이루라"는 말을 다카토키에게 전한다.

- 아키코(顕子): 오다 아오이(小田茜)
다카토키의 애인. 어린 동녀의 모습으로 꾸미고 있다. 감정 기복이 거의 보이지 않는 것이 특징. 도쇼지에서 다카토키 자결 직후 뒤따라 자결하였다.

- 쓰보네(局): 후카우라 가나코(深浦加奈子)
다카토키 거처에서 아키코나 다른 쓰보네들과 함께 로쿠하라 단다이가 함락되던 마지막 모습을 기록한 편지를 읽고 눈물을 흘리는 장면에서 등장하였다.

- 슌케이니(春渓尼): 기무라 나쓰에(木村夏江)
가쿠카이니의 시녀. 가쿠카이니를 대신해 도쇼지로 숨어 들어 다카토키를 만났으며, 호조 가문의 최후를 지켜본다.

- 가나자와 사다후유(金沢貞冬): 가가와 고지(香川耕二)
호조 일족으로 사다아키의 아들.

- 가나자와 사다마사(金沢貞将): 히사노 신페이(久野真平)
호조 일족으로 사다아키의 적남. 아버지의 가이샤쿠를 맡은 직후에 뒤따라 자결하였다.

- 오사라기 사다나오(大仏貞直): 야마나카 고지(山中康司)
호조 일족.

- 오사라기 다카나오(大仏高直): 가와니시 겐지(河西健司)

- 호조 시게토키(北条茂時): 가미야 마사히로(神谷まさひろ)
호조 일족. 제14대 렌쇼.

- 호조 야스이에(北条泰家): 미도리카와 마코토(緑川誠)
호조 일족으로 다카토키의 동생. 가마쿠라 막부 붕괴 뒤에도 살아남아서 숨어 있었다. 사이온지 긴무네(西園寺公宗) 등과 짜고 고다이고 천황의 암살을 기도하지만 좌절되자 도망쳤다.

- 호조 나카토키(北条仲時): 단타 야스노리(段田安則)→도사카 사토루(刀坂悟)
호조 일족으로 로쿠하라 단다이(六波羅探題)의 북방(北方).

- 호조 도키마스(北条時益): 세코 다카마루(世古陽丸)
호조 일족으로 로쿠하라 단다이 남방(南方).

- 호조 노리사다(北条範貞): 쓰루타 시노부(鶴田忍)
호조 일족.

- 나고시 다카이에(名越高家): 오야마 마사유키(小山昌幸)
호조 일족

#### 가마쿠라 막부의 고케닌들
- 나가사키 엔키: 프랭키 사카이
가마쿠라 막부 말기의 실질적 최고 권력자로 전횡을 휘두르며 반대세력에 대해서도 책모를 써서 제거하거나 정치에서 배제하는 등 권모술수가 뛰어나다. 한편으로 닛타군이 가마쿠라를 공격할 때는 달아나 재기를 도모하자는 가나자와 사다아키(金沢貞顕)의 말을 거절하고 마지막까지 가마쿠라에 남아 싸울 뜻을 보이는 등 가마쿠라 무사로써의 일면을 보이기도 한다. 호조 일족과 그 노토(郎党)의 최후를 지켜본 뒤 자결.

## 같이 보기
- 독일의 재통일(Deutsche Wiedervereinigung): 독일 통일 1년 뒤에 대하드라마 태평기 방영됨.

| NHK 대하드라마                          | NHK 대하드라마                       | NHK 대하드라마                                          |
| 이전 작품                               | 작품명                               | 다음 작품                                               |
| --------------------------------------- | ------------------------------------ | ------------------------------------------------------- |
| 《나는 듯이》 1990년 1월 7일 ~ 12월 9일 | 《태평기》 1991년 1월 6일 ~ 12월 8일 | 《노부나가 KING OF ZIPANGU》 1992년 1월 5일 ~ 12월 13일 |